# Luis García Fernández
Luis García Fernández (Oviedo, 6 febbraio 1981) è un allenatore di calcio ed ex calciatore spagnolo, di ruolo attaccante, tecnico del Las Palmas.

## Caratteristiche tecniche
Attaccante rapido e molto tecnico, Spesso utilizzato come seconda punta, la sua velocità gli permetteva di puntare spesso l'avversario e di saltarlo con facilità. Era dotato di un buon tiro preciso e di un grande fiuto per il goal.

## Carriera

### Giocatore
Prodotto delle giovanili del Real Madrid, dal 2005 al 2011 milita nell'Espanyol, squadra di cui diventa capitano. Con la squadra catalana vince una Coppa del Re nella stagione 2005-2006. Esordisce nella Nazionale spagnola il 30 maggio 2007. Inizia la stagione 2011-2012 con l'Espanyol di Mauricio Pochettino partendo da titolare nella partita persa per 1-0 in casa del Maiorca. Il 31 agosto 2011, nell'ultimo giorno della sessione estiva di calciomercato, viene acquistato dal Real Saragozza, con cui esordisce nella successiva giornata di campionato, l'11 settembre contro il Rayo Vallecano. Il 18 settembre gioca contro l'Espanyol e segna la doppietta che regala la vittoria per 2-1 agli aragonesi. Nella stessa partita sbaglia un rigore. Realizza la sua prima rete con il Tigres nella trasferta contro il Puebla il 31 marzo 2013.
Dopo aver giocato gli ultimi anni con l'Eupen, si ritira nel 2019.

### Allenatore
Dopo aver iniziato ad allenare in serie minori e selezioni giovanili, nell'aprile del 2023 viene chiamato ad allenare l'Espanyol, terzultimo nella Liga con 27 punti a 11 giornate dal termine, non riuscendo a evitare la retrocessione dei catalani.

## Statistiche

### Calciatore

#### Cronologia presenze e reti in nazionale
| Cronologia completa delle presenze e delle reti in nazionale ― Spagna | Cronologia completa delle presenze e delle reti in nazionale ― Spagna | Cronologia completa delle presenze e delle reti in nazionale ― Spagna | Cronologia completa delle presenze e delle reti in nazionale ― Spagna | Cronologia completa delle presenze e delle reti in nazionale ― Spagna | Cronologia completa delle presenze e delle reti in nazionale ― Spagna | Cronologia completa delle presenze e delle reti in nazionale ― Spagna | Cronologia completa delle presenze e delle reti in nazionale ― Spagna |
| Data                                                                  | Città                                                                 | In casa                                                               | Risultato                                                             | Ospiti                                                                | Competizione                                                          | Reti                                                                  | Note                                                                  |
| --------------------------------------------------------------------- | --------------------------------------------------------------------- | --------------------------------------------------------------------- | --------------------------------------------------------------------- | --------------------------------------------------------------------- | --------------------------------------------------------------------- | --------------------------------------------------------------------- | --------------------------------------------------------------------- |
| 2-6-2007                                                              | Riga                                                                  | Lettonia                                                              | 0 – 2                                                                 | Spagna                                                                | Qual. Euro 2008                                                       | -                                                                     | 55’                                                                   |
| 6-6-2007                                                              | Vaduz                                                                 | Liechtenstein                                                         | 0 – 2                                                                 | Spagna                                                                | Qual. Euro 2008                                                       | -                                                                     | 70’                                                                   |
| 22-8-2007                                                             | Salonicco                                                             | Grecia                                                                | 2 – 3                                                                 | Spagna                                                                | Amichevole                                                            | -                                                                     | 70’                                                                   |
| 8-9-2007                                                              | Reykjavík                                                             | Islanda                                                               | 1 – 1                                                                 | Spagna                                                                | Qual. Euro 2008                                                       | -                                                                     | 69’                                                                   |
| 13-10-2007                                                            | Aarhus                                                                | Danimarca                                                             | 1 – 3                                                                 | Spagna                                                                | Qual. Euro 2008                                                       | -                                                                     | 78’                                                                   |
| 17-10-2007                                                            | Helsinki                                                              | Finlandia                                                             | 0 – 0                                                                 | Spagna                                                                | Amichevole                                                            | -                                                                     | 74’                                                                   |
| 26-3-2008                                                             | Elche                                                                 | Spagna                                                                | 1 – 0                                                                 | Italia                                                                | Amichevole                                                            | -                                                                     | 68’                                                                   |
| Totale                                                                |                                                                       | Presenze                                                              | 7                                                                     |                                                                       | Reti                                                                  | 0                                                                     |                                                                       |

### Allenatore

#### Nazionale
| Squadra | Naz              | dal              | al             | Record | Record | Record | Record     | Record | Record | Record | Record |
| G       | V                | N                | P              | GF     | GS     | DR     | % Vittorie |        |        |        |        |
| ------- | ---------------- | ---------------- | -------------- | ------ | ------ | ------ | ---------- | ------ | ------ | ------ | ------ |
| Qatar   | Qatar (bandiera) | 11 dicembre 2024 | 1º maggio 2025 | 5      | 1      | 2      | 2          | 9      | 8      | +1     | 20,00  |
| Totale  | Totale           | Totale           | Totale         | 5      | 1      | 2      | 2          | 9      | 8      | +1     | 20,00  |

#### Nazionale qatariota nel dettaglio
Statistiche aggiornate al 1º maggio 2025.
| dic. 2024        | Qatar        | Coppa delle nazioni del Golfo 2024 | Fase a gironi                   | 3 | 0 | 1 | 2 | &0,00 | 3 | 4 | -1 |
| mar. 2025        | Qatar        | Qual. Mondiale 2026                | Sub., Esonerato durante la fase | 2 | 1 | 0 | 1 | 50,00 | 6 | 4 | +2 |
| Dal 2024 al 2025 | Qatar        | Amichevoli                         |                                 | 0 | 0 | 0 | 0 | —     | 0 | 0 | 0  |
| Totale Qatar     | Totale Qatar | Totale Qatar                       | Totale Qatar                    | 5 | 1 | 2 | 2 | 20,00 | 9 | 8 | +1 |

#### Panchine da commissario tecnico della nazionale qatariota
| Cronologia completa delle presenze e delle reti in nazionale ― Qatar | Cronologia completa delle presenze e delle reti in nazionale ― Qatar | Cronologia completa delle presenze e delle reti in nazionale ― Qatar | Cronologia completa delle presenze e delle reti in nazionale ― Qatar | Cronologia completa delle presenze e delle reti in nazionale ― Qatar | Cronologia completa delle presenze e delle reti in nazionale ― Qatar | Cronologia completa delle presenze e delle reti in nazionale ― Qatar | Cronologia completa delle presenze e delle reti in nazionale ― Qatar |
| Data                                                                 | Città                                                                | In casa                                                              | Risultato                                                            | Ospiti                                                               | Competizione                                                         | Reti                                                                 | Note                                                                 |
| -------------------------------------------------------------------- | -------------------------------------------------------------------- | -------------------------------------------------------------------- | -------------------------------------------------------------------- | -------------------------------------------------------------------- | -------------------------------------------------------------------- | -------------------------------------------------------------------- | -------------------------------------------------------------------- |
| 21-12-2024                                                           | Al Kuwait                                                            | Qatar                                                                | 1 – 1                                                                | Emirati Arabi Uniti                                                  | Coppa delle Nazioni del Golfo 2024 - 1º turno                        | Akram Afif (rig.)                                                    | Cap: A.Afif                                                          |
| 24-12-2024                                                           | Al Kuwait                                                            | Oman                                                                 | 2 – 1                                                                | Qatar                                                                | Coppa delle Nazioni del Golfo 2024 - 1º turno                        | Almoez Ali                                                           | Cap: A.Afif                                                          |
| 27-12-2024                                                           | Al Kuwait                                                            | Kuwait                                                               | 1 – 1                                                                | Qatar                                                                | Coppa delle Nazioni del Golfo 2024 - 1º turno                        | Mohammed Muntari                                                     | Cap: A.Afif                                                          |
| 20-3-2025                                                            | Doha                                                                 | Qatar                                                                | 5 – 1                                                                | Corea del Nord                                                       | Qual. Mondiali 2026                                                  | Akram Afif Ahmed Al-Ganehi autogoal Ahmed Al-Rawi Ahmed Alaaeldin    | Cap: A.Afif                                                          |
| 25-3-2025                                                            | Biškek                                                               | Kirghizistan                                                         | 3 – 1                                                                | Qatar                                                                | Qual. Mondiali 2026                                                  | Lucas Mendes                                                         | Cap: A.Hatem                                                         |
| Totale                                                               |                                                                      | Presenze                                                             | 5                                                                    |                                                                      | Reti                                                                 | 9                                                                    |                                                                      |

## Palmarès

### Club

#### Competizioni nazionali
- Coppa di Spagna: 1

Espanyol: 2005-2006